# Jargalant (Arkhangai)
Pour les articles homonymes, voir Khangai (homonymie).
Le sum de Jargalant (mongol : ᠵᠢᠷᠭᠠᠯᠠᠩᠲᠤ
ᠰᠤᠮᠤ, VPMC : jirgalangtu sumu, cyrillique : Жаргалант сум, MNS : Jargalant sum) est situé dans l'aïmag (ligue ou province) d'Arkhangai, au Centre ouest de la Mongolie.